# 220-kV-Leitung Ronsdorf–Letmathe
Die 220-kV-Leitung Ronsdorf–Letmathe war die erste mit dieser Spannung betriebene Hochspannungs-Drehstromfreileitung in Europa. Sie wurde 1923 durch das RWE errichtet, um den bisher unbekannten Leitungsbetrieb mit Spannungen jenseits der damals üblichen 100 kV zu erproben. Die Erkenntnisse, die beim Testbetrieb auf dieser Leitungsstrecke gewonnen wurden, flossen in den Jahren darauf bei der Realisierung des Verbundbetriebs zwischen rheinischen Kohle- und alpinen Wasserkraftwerken mit ein.
Auch die Leitung selbst sollte in einer späteren Ausbaustufe als Teil einer überregionalen Verbundleitung dienen, in diesem Fall zwischen den Braunkohlekraftwerken des rheinischen Reviers und den Braunschweigischen Kohlebergwerken, an denen das RWE eine Beteiligung hielt. Aufgrund der später neu abgesteckten Einflussgebiete benachbarter Energieversorger kamen diese Pläne schlussendlich in geänderter Ausführung zur Realisierung. Dennoch wurde die Leitung Bestandteil des regulären 220-kV-Netz des RWE, das ab Ende der 1920er Jahre großräumig ausgebaut wurde.
Noch bis ins Jahr 2007 war die Leitung auf ihren Originalmasten aus der Zeit des Baus in Betrieb, zuletzt mit einem 220-kV- und einem 110-kV-Stromkreis. Da das Umspannwerk Ronsdorf durch eine 380-kV-Anlage ersetzt wurde und durch die Modernisierung des Koepchenwerks die 220-kV-Anlage im Umspannwerk Letmathe wegfiel, wurde die Leitung entbehrlich und daraufhin demontiert. Der letzte kurze Abschnitt auf Originalmasten vorm Umspannwerk Letmathe, der noch mit 110 kV in Betrieb war, wurde 2018 durch einen Neubau ersetzt.

## Geschichte
Die erste Drehstromleitung mit 110 kV Spannung ging 1911 zwischen Lauchhammer und Riesa in Betrieb, um  Stahlwerke in Riesa und Gröditz mit elektrischer Energie aus einem Braunkohlekraftwerk in Lauchhammer aus zu versorgen. Die Erfahrungen, die die Aktiengesellschaft Lauchhammer mit ihrem ambitionierten Projekt sammelte, veranlassten die von Oskar von Miller gegründeten Pfalzwerke 1913 dazu, die erste 110-kV-Leitung eines deutschen Energieversorgungsunternehmens in Betrieb zu nehmen. Der 122 km langen Leitung zwischen Ludwigshafen und Homburg folgte im Rheinland das RWE, das mit dem Bau des Goldenbergwerks zwischen 1915 und 1917 ein Netz aus 110-kV-Freileitungen in Betrieb nahm. Mit diesem wurde erstmals nicht nur elektrische Energie vom Kraftwerk an die Verbraucher geliefert, sondern es bestanden auch Verbindungen mit weiteren Kraftwerken, die ebenso ins Netz einspeisen konnten.
Bereits der Geschäftsbericht 1912/13 verlautbarte noch vor Inbetriebnahme des Goldenbergwerks, dass eine wirtschaftliche Energieversorgung auf Basis eines flächendeckend zusammengeschlossenen Netzes mit mehreren Erzeugungs- und Verbrauchsschwerpunkten Leitungen mit höheren Spannungen als bisher verwendet nötig macht:

„Die bisherige Entwicklung der Elektrizitätsversorgung, der Bau der Kraftzentralen und die Auslegung der Leitungsnetze haben gezeigt, dass es richtig ist, in Zukunft Kraftzentralen von noch größeren Leistungen unter günstigen Stromerzeugungsverhältnissen zu errichten und mit noch Versorgungsgebieten durch Anwendung höherer Übertragungsspannungen zu versehen als dies bisher schon üblich war. (…) Auch benachbarte Werke werden dahin hinkommen müssen, sich hinsichtlich der Lage ihrer Kraftstationen sowie der Auslegung ihrer Fernleitungsnetze miteinander zu verständigen, wenn nicht eine Menge Kapital unnötig verausgabt werden soll“

Der Erwerb einer Braunkohlengrube bei Helmstedt veranlasste das RWE im Jahr 1921 erneut, sich auf den Energietransport über größere Strecken zu fokussieren. Arthur Koepchen, seit 1917 technischer Vorstand des RWE, kalkulierte zuerst weiter mit der 110-kV-Ebene für die Übertragung großer elektrischer Leistungen. Galt bei den meisten Energieversorgern eine Spannung oberhalb der 110 kV zu dieser Zeit ohnehin als technisch nicht realisierbar, war Michail Ossipowitsch Doliwo-Dobrowolski als Pionier auf dem Gebiet der Drehstromtechnik schon 1918 der Auffassung, Anlagen mit 200 kV Spannung betreiben zu können.
Der Sinneswandel Koepchens entsprang eher der Tatsache, dass aufgrund der Reparationen und der Krise nach dem Ersten Weltkrieg die Preise für Steinkohle exorbitant in die Höhe stiegen, sodass der Fokus bei der Großversorgung des RWE auf die Braunkohleverwertung gelegt wurde. Die Lagerstätten im Rheinland und bei Helmstedt sollten sich bei der Stromerzeugung gegenseitig ergänzen, wofür eine Verbundleitung nötig war. Zudem leistete man in den USA Pionierarbeit: Die kalifornische Southern California Edison Company errichtete 1921 vom Wasserkraftwerk Big Creek aus über eine Entfernung von 270 Meilen (432 km) die weltweit erste Freileitung, die für eine Nennspannung von 220 kV ausgelegt war, aber zunächst mit 150 kV betrieben wurde.
Man errechnete, dass eine Drehstromleitung mit 110 kV Spannung bei maximal 40.000 kW übertragener Leistung und 200 km Leitungslänge mit maximal 10 % Übertragungsverlusten wirtschaftlich betrieben werden kann. Bei Anwendung der doppelten Spannungshöhe, also 220 kV, erwartete man eine Verdreifachung der Übertragungsleistung und eine Verdopplung der wirtschaftlich möglichen Leitungslänge. Es fiel daher der Entschluss, entlang der Achse zwischen Rheinland und dem Braunschweiger Raum zu Versuchszwecken den ersten Abschnitt einer mit 220 kV Spannung betriebenen Leitung zu bauen.
Der Bau der rund 40 km langen Leitungsstrecke begann 1922, noch im selben Jahr wurde sie mit zunächst 110 kV in Betrieb genommen. Die Umstellung auf 220 kV Spannung folgte im Jahr darauf.

## Testbetrieb
Schon kurz nach der Umstellung auf 220 kV Spannung traten die ersten Probleme ein: Koronaentladungen an den Isolatoren sorgten für verstärkte Funkenbildung, die der Freileitung schnell den Spitznamen Feuerwerksleitung gaben. Der hier anliegende Verlust elektrischer Leistung machte den Energietransport unwirtschaftlich. Ein Grund war das verwendete Leiterseil, ein Hohlseil aus Kupfer. Um Gewicht und Materialkosten einzusparen, verwendete man eine modifizierte Version der bewährten Kupferseile mit größerem Außendurchmesser. Alternativ hätten – bei Verwendung eines Vollseiles – die Masten verstärkt werden müssen, was sich wiederum auf den Materialverbrauch und somit die Bau- und Betriebskosten niedergeschlagen hätte. Das Problem wurde durch die Entwicklung des nach ihrem Erfinder benannten „Hiller-Seils“ gelöst. Dieser empfahl, statt den Kupferseilen Verbundseile einzusetzen, auch um bei gewünschtem Durchmesser Gewicht einzusparen. In Zusammenarbeit mit AEG, den Siemens-Schuckertwerken und Felten & Guilleaume wurde ein Aluminiumseil mit Stahlkern („Stalu“) entwickelt, mit einem Alu-Stahl-Verhältnis von 4:1 und 42 mm Durchmesser.
Die Übernahme der ehemaligen RWE-Muttergesellschaft Elektrizitäts-AG vormals W. Lahmeyer & Co. (EAG) im Jahr 1923 war ein weiterer Meilenstein in der Entwicklung der elektrischen Fernübertragung und des Verbundbetriebs. Man legte, wieder aufgrund der unwirtschaftlich gewordenen Verwendung von Steinkohle, den Fokus auf die Nutzung von Wasserkraft. Da die EAG wiederum Beteiligungen an zahlreichen Energieversorgern in Süddeutschland hielt, die ihren Strom aus Wasserkraftwerken bezogen, war der Verbundbetrieb rheinischer Braunkohle nun zusammen mit süddeutscher Wasserkraft in den Fokus geraten.
Nachdem die Tests auf der Strecke Ronsdorf–Letmathe positive Ergebnisse lieferten, unternahmen Koepchen und Ernst Henke, Direktor und juristischer Vorstand des RWE seit 1912, im März 1924 eine Studienreise in die USA. Sie besichtigten die Anlagen des Big-Creek-Projekts der Southern California Edison, darunter auch die seit 1921 bestehende erste 220-kV-Leitung der Welt. Es ergab sich hierbei, dass im Bezug auf die Leiterseile der Stand der Technik in den USA zum damaligen Zeitpunkt dem in Deutschland nicht überlegen war.

## Weitere Entwicklung und Rückbau

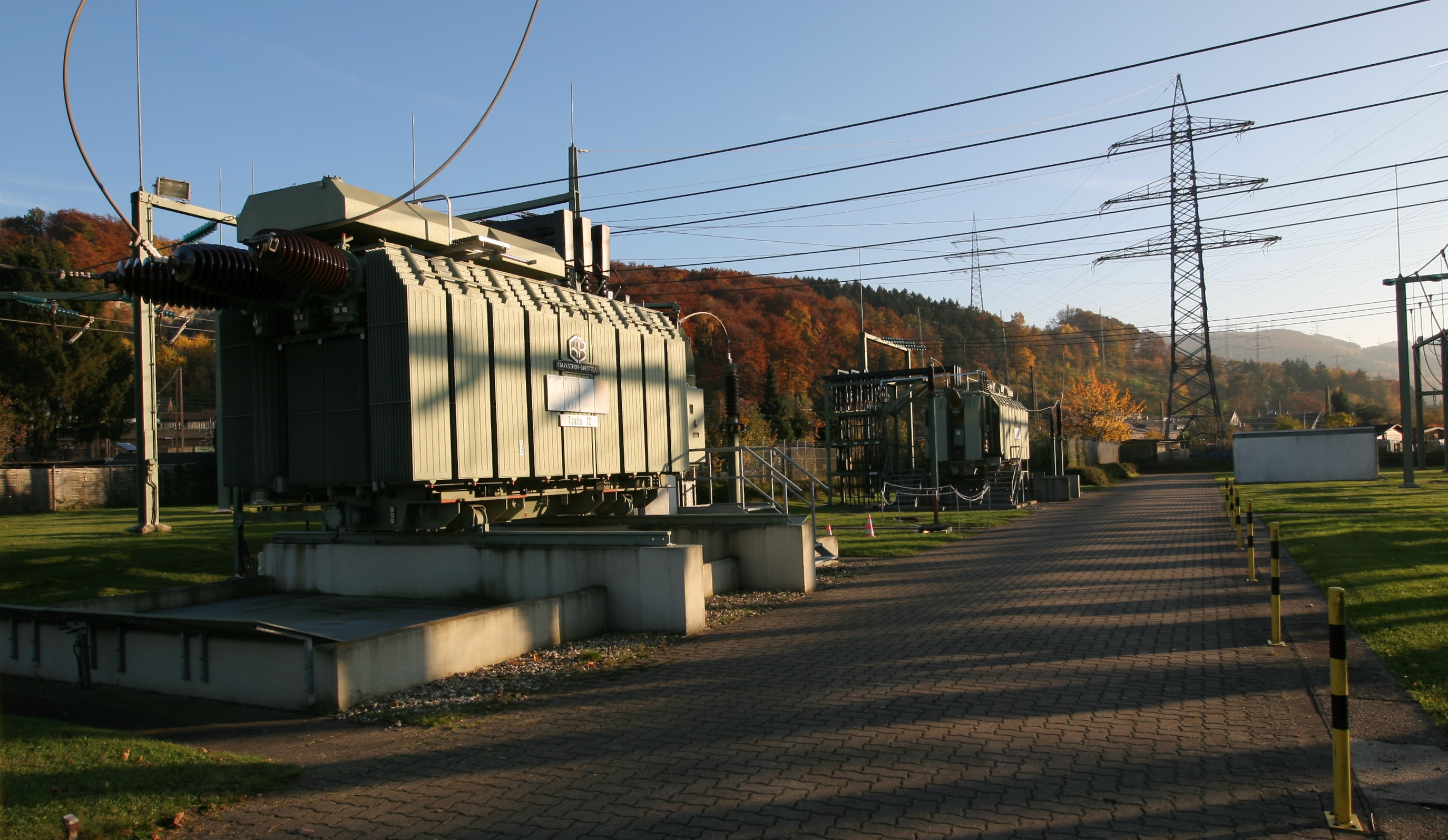
Einer der Endpunkte der Leitung: Das Umspannwerk Genna. Rechts der erste Mast des letzten noch bestehenden Teilstückes der Leitung

Eine weitere 220-kV-Leitung wurde bereits 1927 zwischen Iserlohn und Menden errichtet, zwischen Bixterheide und Menden existiert diese noch auf ihren Originalmasten. Eine Erneuerung war aber bis Ende 2023 geplant.
Im Zuge des großflächigen Ausbaus der 220-kV-Ebene wurde die Leitung Ronsdorf–Letmathe Bestandteil des deutschen Höchstspannungsnetzes. Es entstanden Verbindungen mit der Umspannanlage Brauweiler und dem Koepchenwerk. Die angestrebte Verbindung mit Helmstedt wurde so nicht mehr realisiert, da das RWE zugunsten des preußischen Staates auf die Anteile an den Braunschweigischen Kohlebergwerken verzichtete. 
Im Laufe der Zeit wurden einige Änderungen im Trassenverlauf durchgeführt. Eine zweite 220-kV-Leitung entstand parallel zur bestehenden Trasse, dabei handelte es sich um einen Abzweig der Leitung Koepchenwerk–Kelsterbach zum Umspannwerk Ronsdorf. Auf den letzten Kilometern vorm Umspannwerk Ronsdorf wurden beide Leitungen auf ein gemeinsames Gestänge verlegt. Im Umspannwerk Genna in Letmathe fiel der 220-kV-Transformator schon relativ früh weg, der Stromkreis wurde auf die zum Koepchenwerk bzw. zum Umspannwerk Garenfeld weiterführende Leitung verlegt.
Noch bis ins Jahr 2007 war die Leitung auf ihren Originalmasten mit einem 220-kV- und einem 110-kV-Stromkreis in Betrieb. Damals wurde das alte 220-kV-Umspannwerk Ronsdorf durch die neue 380-/110-kV-Umspannanlage Linde östlich der Bundesautobahn 1 ersetzt. Aufgrund der nun nicht mehr benötigten Verbindung und des hohen Alters der Masten wurde die Leitung zwischen Ronsdorf und Oege (von RWE als „Punkt Ochsenkopf“ bezeichnet) ersatzlos demontiert.
Im letzten noch verbliebenen Abschnitt zwischen Oege und Genna wurden zwischen November 2017 und März 2018 die Originalmasten aus dem Jahr 1922 durch moderne 110-kV-Masten ersetzt. Im 1,3 km langen Neubauabschnitt blieben einige später gebaute Masten dennoch erhalten.

## Verlauf
Die Leitung begann am Umspannwerk Genna in Iserlohn-Letmathe, das eine direkte Verbindung zum Pumpspeicherkraftwerk Koepchenwerk besitzt und führte zum alten Umspannwerk von Wuppertal-Ronsdorf, einem wichtigen Knotenpunkt der elektrischen Energieverteilung im Bergischen Land mit Anschluss an die Braunkohlekraftwerke im Rheinischen Braunkohlerevier.
Sie verlief vom Umspannwerk Genna an der Lenne bei Iserlohn-Letmathe entlang, überquerte das Nahmertal bei Hagen-Hohenlimburg, die Bundesautobahn 45, bei Hagen-Dahl die Volme führte südlich an Breckerfeld-Zurstraße vorbei, querte das Ennepetal bei Peddenöde, führte nördlich an Ennepetal-Rüggeberg vorbei, querte das Heilenbecker Bachtal bei Wellenbecke, und östlich von Beyenburg die Wupper in Höhe des Beyenburger Stausees. Endpunkt der Leitung war das alte Ronsdorfer Umspannwerk.
Die Masten der Leitung waren Tannenbaummasten und unterschieden sich in ihrer Form etwas von den später eingesetzten Masten für 220-kV-Leitungen der RWE, da sie mit weniger Materialverbrauch errichtet wurden, breitere Traversen haben und über eine eckige Mastspitze verfügen.

### Koordinaten
Umspannwerk Genna: 51° 21′ 35,1″ N, 007° 36′ 25,6″ O

Altes Umspannwerk Ronsdorf: 51° 13′ 15,0″ N, 007° 12′ 57,0″ O

Neues Umspannwerk Linde: 51° 13′ 56,0″ N, 007° 13′ 59,0″ O